# Grucia monacheicauda
Grucia monacheicauda är en fjärilsart som beskrevs av Dyar 1916. Grucia monacheicauda ingår i släktet Grucia och familjen björnspinnare. Inga underarter finns listade i Catalogue of Life.